# Chi Cá trâm
Chi Cá trâm (Danh pháp khoa học: Boraras) là một chi cá chép bản địa của vùng châu Á, chúng là chi cá gồm những con cá nhỏ với kích thước từ 13 đến 22 mm và hiền lành, không hung dữ. Nhiều loài trong chi này được ưa chuộng để nuôi làm cá cảnh. Vì kích thước bé nhỏ, cá trâm nên được nuôi trong hồ riêng hay hồ cộng đồng cùng với những loài cũng nhỏ và hiền lành khác

## Phân loại
Tất cả các loài, ngoại trừ loài nhỏ nhất Boraras micros, vốn trước đây thuộc về chi cá lòng tong Rasbora. Chúng được chuyển sang chi mới cùng với loài B. micros kể từ năm 1993 - dựa vào hàng loạt khác biệt so với các loài lớn hơn ở chi lòng tong Rasbora. "Boraras" là từ đảo ngược của "Rasbora", ám chỉ một điều rằng chi cá trâm Boraras có nhiều đốt sống đuôi hơn đốt sống bụng, điều trái ngược với chi lòng tong Rasbora.

## Các loài
- Boraras brigittae (D. Vogt, 1978) (Cá trâm muỗi hay cá trâm ớt)
- Boraras maculatus (Duncker, 1904) (Cá trâm lùn)
- Boraras merah (Kottelat, 1991) (Cá trâm đỏ)
- Boraras micros Kottelat & Vidthayanon, 1993
- Boraras naevus Conway & Kottelat, 2011 (Cá trâm nhọ)
- Boraras urophthalmoides (Kottelat, 1991) (Cá trâm)

## Đặc điểm

### Mô tả
Chúng là các loài có kích thước nhỏ. Tất cả các loài trừ Boraras micros đều có lưỡng hình giới tính. Cá đực các loài Boraras brigittae, Boraras maculatus và Boraras merah ở điều kiện bình thường có màu đỏ trên thân đậm hơn, trong khi cá cái lại tròn trĩnh hơn so với cá đực. Cá đực cũng thể hiện màu đen và đỏ trên vây lưng và vây hậu môn nổi bật hơn.
Cá trâm đực Boraras urophthalmoides tuy không sặc sỡ bằng cá đực các loài Boraras brigittae, Boraras maculatus hay Boraras merah, nhưng vẫn có thể phân biệt với cá cái nhờ màu sắc đậm hơn, đặc biệt là một sọc màu vàng/cam ngay phía trên dải bên, lượng ánh kim xanh ở dải bên và bề ngoài thon thả hơn. 

### Tập tính
Cá trâm là loại cá sống ở vùng nước ngọt, nhiễm phèn nhẹ, ẩn nấp dưới chân của cánh đồng năn, lác, thỉnh thoảng lại men theo con nước trôi ra những dòng kinh lớn, dù sống trong môi trường nào cũng đều tập trung thành đàn, tạo nên một tập đoàn lên đến hàng triệu con. Những loài cá này ăn đủ mọi thứ, nhưng vì nhỏ, nên những loại thức ăn tươi sống cỡ nhỏ như ấu trùng artemia, bo bo và trùn cám.
Cá trâm có mặt hầu như quanh năm, nhưng mùa di chuyển mạnh nhất là khi lũ rút, khi vớt chúng lên chỉ ít phút sau là chết. Ngoài tự nhiên, các loài Boraras micros và Boraras urophthalmoides cư ngụ trong các đầm lầy và bờ bụi thủy sinh rậm rạp. Trong khi Boraras brigittae, Boraras maculatus và Boraras merah lại sống trong các con sông nhỏ và chảy chậm nối với các khu rừng-đầm lầy than bùn.

### Sinh sản
Ở điều kiện thích hợp, cá đực sẽ tỏ ra hung hăng, màu của chúng trở nên đậm và bắt đầu cạnh tranh với nhau để chiếm một vùng lãnh thổ nhỏ. Một khi thành công, chúng bắt đầu phô diễn và nếu cá cái chấp nhận, sinh sản sẽ diễn ra ngay sau đó. Cá cái đẻ một ít trứng cực nhỏ và cặp cá không hề chăm sóc trứng. Chúng sẽ ăn trứng của chính mình nếu có cơ hội.Cá bột mới nở rất nhỏ và một khi tiêu thụ hết hoãn hoàng, chúng sẽ cần được ăn loại thức ăn nhỏ.